# Ванин, Сергей Петрович
Сергей Петрович Ва́нин (1916—2000) — советский конструктор вооружений.

## Биография
Родился 5 (18 мая) 1916 года в Петрограде. В 1941 году заочно окончил ЛВМИ.
- 1931—1935 — техник-конструктор Ленинградского филиала Экспериментального института НКТП (завод № 47).
- 1936—1939 — конструктор 2-й категории ОКБ № 47 НКОП, Ленинград.
- 1940—1942 — инженер-конструктор НИИ-13 (Ленинград, в 1941—1942 Молотов).

В 1942—1991 годах работал в СКБ НКВ, Коломна (КБМ) в должностях от инженера до заместителя главного конструктора.
Принимал непосредственное участие в разработке 240- и 420-мм тяжелых миномётов, безоткатных орудий, больших морских бомбомётов, высокоточных мобильных тактических ракетных комплексов «Точка», оперативно-тактических ракетных комплексов «Ока», противотанковых ракетных комплексов «Шмель» и «Малютка».
Участвовал в создании комплексной системы автоматизированного проектирования САПР «Магистраль».
Автор 39 изобретений.
Умер 23 октября 2000 года в Коломне (Московская область).

## Награды и премии
- Сталинская премия второй степени (1951) — за работу в области военной техники
- Ленинская премия (1964)
- орден Ленина (1971)
- орден Трудового Красного Знамени (1976)
- медали